# Cnemotrupes truncaticornis
Cnemotrupes truncaticornis är en skalbaggsart som beskrevs av Henry Fuller Howden 1964. Cnemotrupes truncaticornis ingår i släktet Cnemotrupes och familjen tordyvlar. Inga underarter finns listade i Catalogue of Life.